# Selección femenina de baloncesto de Camerún
La selección femenina de baloncesto de Camerún es el equipo de baloncesto que representa a Camerún en las competiciones  internacionales organizadas por la Federación Internacional de Baloncesto (FIBA) o el Comité Olímpico Internacional (COI): los Juegos Olímpicos y Campeonato mundial de baloncesto especialmente. Ha conseguido 3 medallas en AfroBasket femenino en 11 participaciones.

## Resultados

### Olimpiadas
- Nunca se ha clasificado.

### Mundiales
- Nunca se ha clasificado.